# Preludium
Preludium er en film instrueret af Johan Melin efter eget manuskript.
Filmen er indspillet i samarbejde med The Good Army - et "kollektiv af kreative mennesker". Preludium opstod som en protest mod, hvor svært det var at få penge som en debuterende instruktør, og er en non-profit-spillefilm.[kilde mangler]
Preludium foregår uden klip fra Nørrebro Station til Nørreport Station med et livligt Nørrebro som baggrund, mens skæbner mødes. Filmen blev optaget fem gange, men den endelige version er optaget på dagen hvor Iran vandt Asian Cup, og den nationale sejrsrus gennem Nørrebrogade er en uventet aktiv medspiller.[kilde mangler]
Information anmeldte filmen som "temmelig ujævn".
DFI skriver: "Filmen er én lang dynamisk bevægelse på en enkelt sommeraften, hvor en lille håndfuld personer krydser veje i deres søgen efter lykken og hinanden på Nørrebrogade i København. Ruth leder efter sin elskede Milovan og får hjælp af den spirituelle terapeut Lars Hviid, ikke helt uden seksuelle bagtanker."